# Cyclisme sur route aux Jeux olympiques d'été de 2008
Navigation
Athènes 2004 Londres 2012
Les épreuves de cyclisme sur route des Jeux olympiques d'été de 2008 se sont déroulées entre le 9 et le 13 août 2008, en plein cœur de la ville de Pékin et au nord-ouest de la ville jusqu'à la Grande Muraille de Chine.

## Calendrier
| Calendrier des épreuves cyclistes | Calendrier des épreuves cyclistes | Calendrier des épreuves cyclistes | Calendrier des épreuves cyclistes | Calendrier des épreuves cyclistes | Calendrier des épreuves cyclistes | Calendrier des épreuves cyclistes | Calendrier des épreuves cyclistes | Calendrier des épreuves cyclistes | Calendrier des épreuves cyclistes | Calendrier des épreuves cyclistes | Calendrier des épreuves cyclistes | Calendrier des épreuves cyclistes | Calendrier des épreuves cyclistes | Calendrier des épreuves cyclistes | Calendrier des épreuves cyclistes | Calendrier des épreuves cyclistes | Calendrier des épreuves cyclistes | Calendrier des épreuves cyclistes |
| Août 2008                         | Août 2008                         | 8                                 | 9                                 | 10                                | 11                                | 12                                | 13                                | 14                                | 15                                | 16                                | 17                                | 18                                | 19                                | 20                                | 21                                | 22                                | 23                                | 24                                |
| --------------------------------- | --------------------------------- | --------------------------------- | --------------------------------- | --------------------------------- | --------------------------------- | --------------------------------- | --------------------------------- | --------------------------------- | --------------------------------- | --------------------------------- | --------------------------------- | --------------------------------- | --------------------------------- | --------------------------------- | --------------------------------- | --------------------------------- | --------------------------------- | --------------------------------- |
| Route                             |                                   |                                   | 1                                 | 1                                 |                                   |                                   | 2                                 |                                   |                                   |                                   |                                   |                                   |                                   |                                   |                                   |                                   |                                   |                                   |

|  | Jour de compétition |  | Jour de finale | 4 | Nombre de finales |

## Qualifications
| Hommes                                 | Classement par nations | Cyclistes par nation | Qualifiés classe 1                                                                       | Qualifiés classe 2                                                                 |
| -------------------------------------- | ---------------------- | -------------------- | ---------------------------------------------------------------------------------------- | ---------------------------------------------------------------------------------- |
| Classement UCI par nation              | 1 à 10 11 à 15         | 5 4                  | Espagne Italie Australie Russie Luxembourg Allemagne Pays-Bas Belgique États-Unis France | Royaume-Uni Slovénie Norvège Ukraine Suède                                         |
| UCI Africa Tour                        | 1 2                    | 3 2                  | Afrique du Sud                                                                           | Maroc                                                                              |
| UCI America Tour                       | 1 à 3 4 à 6            | 3 2                  | Colombie Brésil Venezuela                                                                | Mexique Équateur Bolivie                                                           |
| UCI Asia Tour                          | 1 2 à 4                | 3 2                  | Japon                                                                                    | Iran Chine Thaïlande                                                               |
| UCI Europe Tour                        | 1 à 6 7 à 16           | 3 2                  | Pologne Portugal Slovaquie Croatie Danemark Biélorussie                                  | Autriche Estonie Lituanie Suisse Bulgarie Tchéquie Lettonie Serbie Hongrie Irlande |
| UCI Oceania Tour                       | premier                | 3                    | Nouvelle-Zélande                                                                         |                                                                                    |
| Championnat du monde "B" 2007          | 5 premiers athlètes    | 5                    | Ivan Stević Erik Hoffmann Alexandr Pliuschin Wong Kam Po Hichem Chaabane                 |                                                                                    |
| Invitation de la Commission tripartite |                        |                      |                                                                                          |                                                                                    |

## Podiums

### Hommes
| Épreuve          | Médaille d'or, Jeux olympiques | Médaille d'argent, Jeux olympiques | Médaille de bronze, Jeux olympiques |
| Course en ligne  | Samuel Sánchez                 | Fabian Cancellara                  | Alexandr Kolobnev                   |
| Contre-la-montre | Fabian Cancellara              | Gustav Larsson                     | Levi Leipheimer                     |

### Femmes
| Épreuve          | Médaille d'or, Jeux olympiques | Médaille d'argent, Jeux olympiques | Médaille de bronze, Jeux olympiques |
| Course en ligne  | Nicole Cooke                   | Emma Johansson                     | Tatiana Guderzo                     |
| Contre-la-montre | Kristin Armstrong              | Emma Pooley                        | Karin Thürig                        |

## Résultats
| Classement | Nom               | Temps           |
| ---------- | ----------------- | --------------- |
| Or         | Samuel Sánchez    | 6 h 23 min 49 s |
| Disq.      | Davide Rebellin   | m.t.            |
| Argent     | Fabian Cancellara | m.t.            |
| Bronze     | Alexandr Kolobnev | m.t.            |
| 4          | Andy Schleck      | m.t.            |
| 5          | Michael Rogers    | m.t.            |
| 6          | Santiago Botero   | + 12 s          |
| 7          | Mario Aerts       | m.t.            |

| Classement | Nom               | Temps           |
| ---------- | ----------------- | --------------- |
| Or         | Nicole Cooke      | 3 h 32 min 24 s |
| Argent     | Emma Johansson    | m.t.            |
| Bronze     | Tatiana Guderzo   | m.t.            |
| 4          | Christiane Soeder | + 04 s          |
| 5          | Linda Villumsen   | + 09 s          |
| 6          | Marianne Vos      | + 21 s          |
| 7          | Priska Doppmann   | m.t.            |
| 8          | Paulina Brzeźna   | m.t.            |

| Classement | Nom               | Temps              |
| ---------- | ----------------- | ------------------ |
| Or         | Fabian Cancellara | 1 h 02 min 11 s 43 |
| Argent     | Gustav Larsson    | + 33 s 36          |
| Bronze     | Levi Leipheimer   | + 1 min 09 s 68    |
| 4          | Alberto Contador  | + 1 min 18 s 08    |
| 5          | Cadel Evans       | + 1 min 23 s 54    |
| 6          | Samuel Sánchez    | + 2 min 25 s 81    |
| 7          | Svein Tuft        | + 2 min 28 s 31    |
| 8          | Michael Rogers    | + 2 min 35 s 42    |

| Classement | Nom                | Temps           |
| ---------- | ------------------ | --------------- |
| Or         | Kristin Armstrong  | 34 min 51 s     |
| Argent     | Emma Pooley        | + 24 s 29       |
| Bronze     | Karin Thürig       | + 59 s 27       |
| 4          | Jeannie Longo      | + 1 min 00 s 90 |
| 5          | Christine Thorburn | + 1 min 02 s 44 |
| 6          | Judith Arndt       | + 1 min 08 s 05 |
| 7          | Susanne Ljungskog  | + 1 min 29 s 03 |
| 8          | Christiane Soeder  | + 1 min 36 s 07 |

## Tableau des médailles
| Rang | Pays        | Médaille d'or | Médaille d'argent | Médaille de bronze | Total |
| 1    | Suisse      | 1             | 1                 | 1                  | 3     |
| 2    | Royaume-Uni | 1             | 1                 | 0                  | 2     |
| 3    | États-Unis  | 1             | 0                 | 1                  | 2     |
| 4    | Espagne     | 1             | 0                 | 0                  | 1     |
| 5    | Suède       | 0             | 2                 | 0                  | 2     |
| 6    | Italie      | 0             | 0                 | 1                  | 1     |
| 6    | Russie      | 0             | 0                 | 1                  | 1     |